# Sultan Muhammad ibn Baysonghor
Sultan Muhammad ibn Baysonghor fou un príncep timúrida, fill de Ghiyath al-Din Baysonghor (+1433).
Com que Sultan Muhammad (Sultan Muhammad Mirza) no apareix a la llista de fills de Mihran Shah, la majoria de les fonts parlen de la revolta de "Sultan Muhammad" entenent que es tracta de Sultan Muhammad ibn Baysonghor. En aquesta revolta s'hauria apoderat de Hamadan i Esfahan i hauria assetjat Siraz Una possibilitat és que el rebel "Sultan Muhammad" fos en realitat Sultan Muhammad Mirza ibn Mihran Shah i pare d'Abu Saïd (vegeu la seva biografia). Sultan Muhammad ibn Baysonghor va rebre una pensió a la mort del seu pare (1433) i com a tal no torna a ser esmentat.